# Aleksandar Mladenović
Aleksandar Mladenović (in serbo Александар Младеновић?; Niš, 2 dicembre 1984) è un cestista serbo.

## Palmarès
- Coppa di Romania: 1

Gaz Metan Mediaș: 2013